# ياكوفليف ياك-130
ياكوفليف ياك-130 (بالإنجليزية: Yakovlev Yak-130)‏ طائرة تدريب عسكرية روسية طورت من طرف مكتب التصميمات الروسي ياكوفليف لتعويض طائرات آرو إل-29 دلفين وآرو إل-39 ألباتروس. بدأت عمليات تطويرها سنة 1991 وكان أول تحليق لها في 26 أبريل 1996. تعتبر القوات الجوية الروسية أكبر المستخدمين حيث طلبت 62 طائرة في عام 2007 ودخلت الخدمة فعليا فيها سنة 2010.

## التصميم
ياك-130 طائرة للتدريبات المتقدمة يمكنها تحاكي خصائص طائرات الجيل 4+ وطائرات الجيل الخامس كطائرة سوخوي باك-فا، يقول مطوروها ان بإمكانها ان تغطي 80% من برنامج تدريبات الطيارين، كما يمكنها ان تنفذ مهمات الاستطلاع أو يمكن تخصيصها لمهمات الدعم والاسناد، بفضل قدرتها على حمل ما يقارب 3 طن تشمل أنواعا مختلفة من الصواريخ والقنابل.

## المواصفات

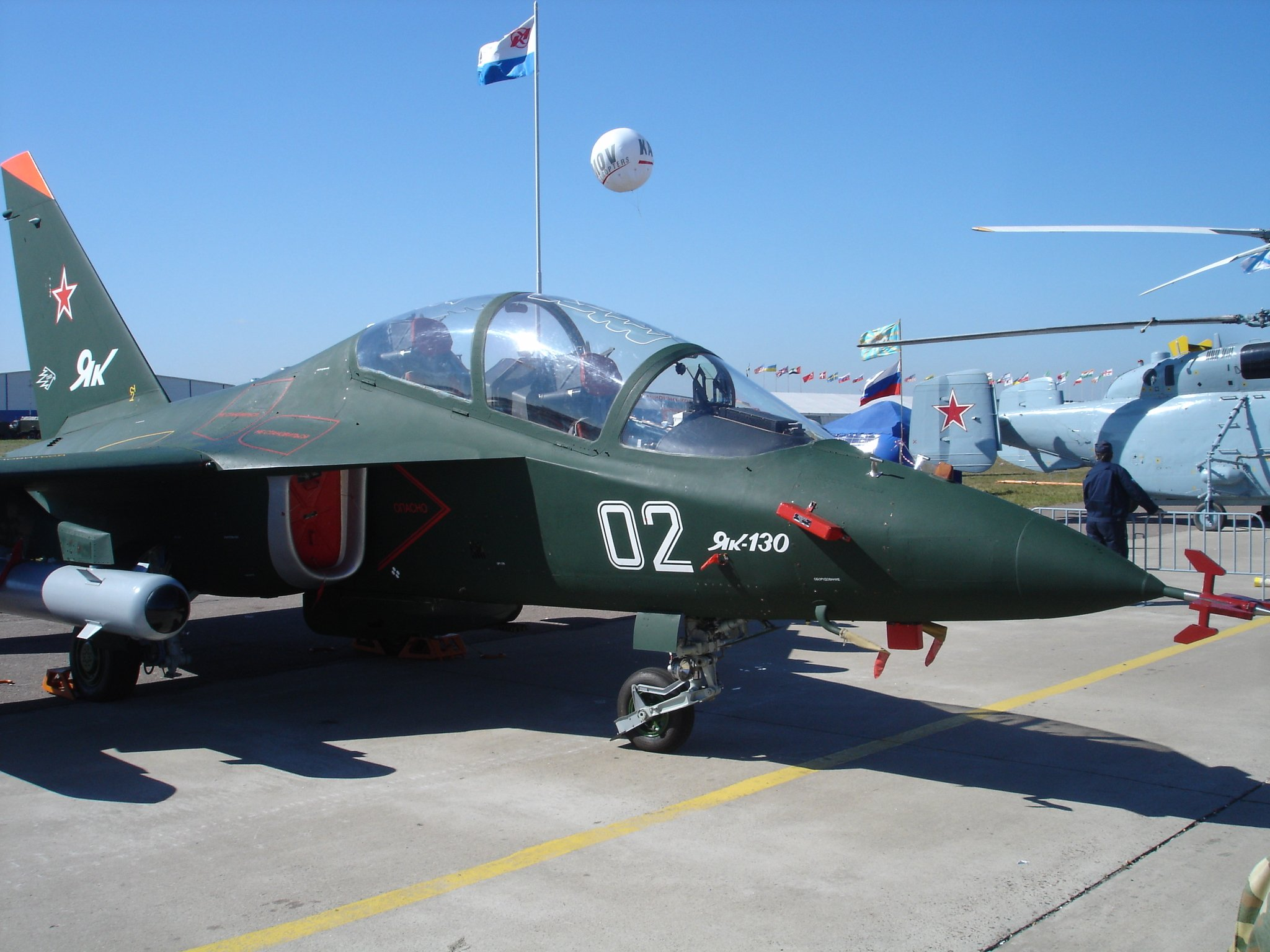
ياك-130 في معرض الطيران ماكس 2005

- الطاقم: طياران
- الطول: 11.49 م
- مدى الجناح: 9.72 م
- الارتفاع: 4.76 م
- مساحة الجناح: 23.52 م2
- وزن الطائرة فارغة: 4,600 كج
- وزن الطائرة محملة: 6,350 كج
- وزن الإقلاع الأقصى: 6,500 كج

## الأداء
- السرعة القصوى: 1,037 كم/سا
- سرعة العبور: 887 كم/سا
- مدى الطيران: 2546 كم
- سرعة الارتفاع: 50 م/ث (الوصول لاقصي ارتفاع دقيقة واحدة)

## المشغلون

### الدول المستخدمة
روسيا
- القوات الجوية الروسية - 150 تحت الطلب، تُسلم خلال 2009-2015[5] سلمت أول كمية إنتاج من طائرات ياك-130 في نهاية يوليو 2009.[6]

 الجزائر
- القوات الجوية الجزائرية - 16 طائرة.[7]

 بنغلاديش
- القوات الجوية البنغلاديشية - 16[8]

 بيلاروس
- القوات الجوية البيلاروسية - 4

## حوادث
في 27 من ديسمبر 2017 أعلنت إدارة العلاقات العامة في الجيش البنجلاديشى عن تحطم طائرتي تدريب ياك-130 تابعتين للقوات الجوية البنجلاديشية، وذلك بعد اصطدامهما في منطقة بازار كوكس، والتي تقع على بعد 292 كم جنوب شرق العاصمة دكا.

وأفاد المقدم محمد رشيد حسن -مدير الإدارة المذكورة- بأن النيران قد اشتعلت بالطائرتين بعد الحادث.

الطائرتان مزدوجتا المقعد، وكانتا بقيادة متدربين وقت وقوع الحادث في حوالى الساعة 6:30 مساءً -بالتوقيت المحلي- وذلك بعد فقدان الاتصال مع الرادار، ولم ينتج عن الحادث أي خسائر بشرية.

## وصلات خارجية
- نبذة عن طائرة ياك-130 من موقع روسيا اليوم